# Synaphobranchus brevidorsalis
Synaphobranchus brevidorsalis är en fiskart som beskrevs av Albert Günther, 1887. Synaphobranchus brevidorsalis ingår i släktet Synaphobranchus och familjen Synaphobranchidae. Inga underarter finns listade i Catalogue of Life.